# Nimoca
nimoca（ニモカ）は、西日本鉄道（西鉄）の完全子会社である株式会社ニモカなどが発行する、九州を中心とした各地域の鉄道・バス事業者で導入されているサイバネ規格のICカード乗車券である。

## 概要
2008年5月18日、西鉄においてサービスを開始した非接触型ICカードで、鉄道・バスの乗車カードに加え、電子マネーとしても利用出来る。導入当初は西鉄電車・西鉄バスの乗車カードおよび西鉄グループの商業施設における電子マネーとしての性質が強かったが、近年は西鉄グループの垣根を越え、大分（別会社を設立、詳細別記）・佐賀（西鉄グループ以外の各社局）・熊本・宮崎・長崎でも順次導入され、さらには北海道函館地区など、九州地区以外で導入された事例もある。エリアの拡大にあたっては、導入エリアを単純に拡張するのではなく、新たに交通系ICカードを導入する地域へシステムをパッケージとして提供する形でサービス展開を図っているのが特徴といえる。また、サイバネ規格を採用したICカードとしては初めて、多区間におけるバス定期乗車券の機能を搭載した。
2010年3月13日から、SUGOCA（JR九州）、はやかけん（福岡市地下鉄）、Suica（JR東日本・東京モノレール・東京臨海高速鉄道他）との相互利用が開始、2013年3月23日には交通系ICカード全国相互利用サービスにも加わり、PASMO、manaca、TOICA、PiTaPa、ICOCA、Kitacaと相互利用を開始している。全国相互利用サービスに加盟している交通系ICカードの中では唯一、大手私鉄が1社で展開している。
カードの裏面の右下に記載の番号は「NR」で始まる17桁の英数字である。この「NR」は西日本鉄道の英語表記「NISHI-NIPPON RAILROAD」の頭文字を採ったものである。
イメージキャラクターはフェレット。nimocaの名称を普及させる目的から特に名前はつけられていない。デザインはスケアクロウマンやモダンペッツで知られるplay set products。フェレットは、2008年6月5日、東京・国立代々木競技場第一体育館で開催された、映画「インディ・ジョーンズ/クリスタル・スカルの王国」のジャパン・プレミアのレッドカーペットに、大阪・道頓堀の「くいだおれ太郎」や中日ドラゴンズの「ドアラ」と並んで、インディ・ジョーンズのトレードマークである“帽子”と“ムチ”を携えて登場した。
発行枚数は2016年10月18日に300万枚を突破した。2021年時点での発行枚数は約450万枚。発行枚数はJR九州が展開するSUGOCAの発行枚数約340万枚を上回る。

## 導入事業者
以下の各鉄軌道・バス事業者が導入している（一部路線のみの導入の事業者も含む、詳細な利用範囲は後述）。

### 九州
- 西鉄グループ
  - 福岡・佐賀地区
    - 西日本鉄道（鉄道・バス）
    - 福岡西鉄タクシー
    - 筑豊電気鉄道
    - 西鉄高速バス
    - 西鉄バス北九州
    - 北九西鉄タクシー
    - 西鉄バス筑豊
    - 西鉄バス宗像
    - 宗像西鉄タクシー
    - 西鉄バス二日市
    - 西鉄バス久留米
    - 西鉄バス大牟田
    - 西鉄バス佐賀

  - 大分地区
    - 日田バス
- JRグループ
  - JR九州バス
- 福岡・佐賀地区
  - 堀川バス
  - 昭和自動車
  - 佐賀市交通局 - tsu-tsu-nimoca
  - 祐徳バス
  - 北九州市営バス
- 熊本地区 - でんでんnimoca（2026年までに廃止予定）[1]
  - 熊本市電
- 大分地区
  - 大分交通
  - 大分バス
  - 亀の井バス
- 宮崎地区
  - 宮崎交通
- 長崎地区 - nagasaki nimoca
  - 松浦鉄道
  - 長崎電気軌道
  - 九州急行バス
  - 長崎県営バス
  - 長崎県央バス
  - 西肥バス
  - させぼバス

### 山口県
- 下関地区
  - サンデン交通

### 北海道
- 函館地区 - ICAS nimoca
  - 函館市企業局交通部
  - 函館バス

## 利用範囲

使用方法

### 鉄軌道

#### 西鉄
天神大牟田線、太宰府線、甘木線の全61駅ではサービス開始当初から導入し、貝塚線各駅では、貝塚駅で接続している福岡市地下鉄のICカード「はやかけん」と「nimoca」の相互利用開始にあわせる形で2010年（平成22年）3月13日にサービス開始した。
ICカード対応の新型自動改札機（緑色）でのみ通れるようになっており、従来の自動改札機（青色）はICカード非対応であるため通過出来ない。nimoca対応・非対応の自動改札機が混在している改札口では、このように色での区分の他、新型自動改札機の下部と手前にnimoca対応のステッカーを掲示する事で識別出来るようにしている。

自動改札機が設置されていない駅ならびに無人駅では、出入口にあるICカード専用の簡易改札機にカードをタッチする事になる。櫛原駅など一部の小駅ではnimoca導入当初に新型自動改札機が導入されず、ICカード非対応の自動改札機の手前に簡易改札機を設置していたが、現在は新型自動改札に交換され、簡易改札機も撤去されている。この場合、nimocaでの入出場時は簡易改札機、磁気券での入出場時は自動改札機と使い分ける形となっていた。

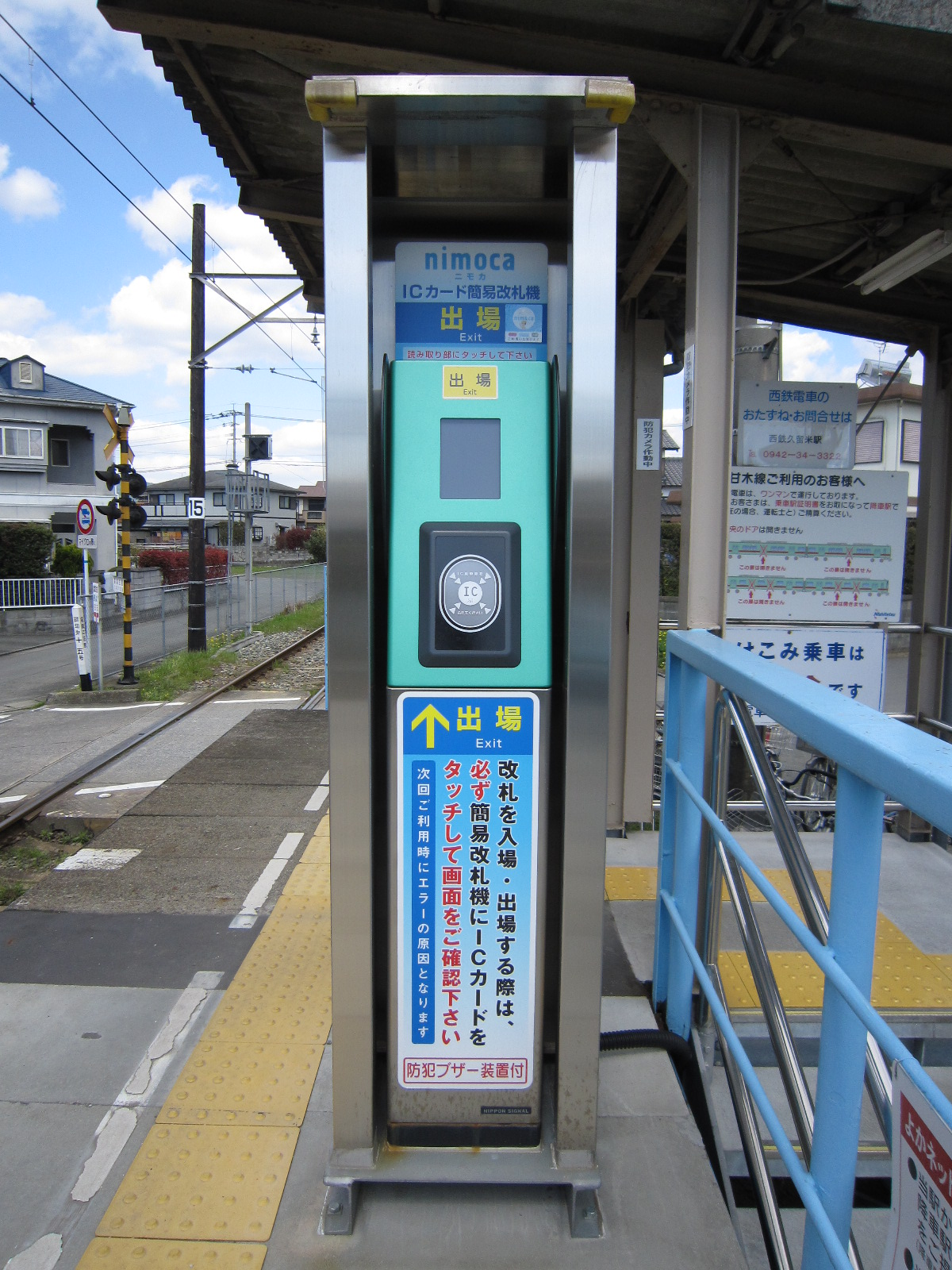
ICカード専用の簡易改札機（馬田駅）

nimocaエリア内では残額が初乗り運賃に満たない場合でも入場出来るが、残額が10円未満の場合は入場出来ない。

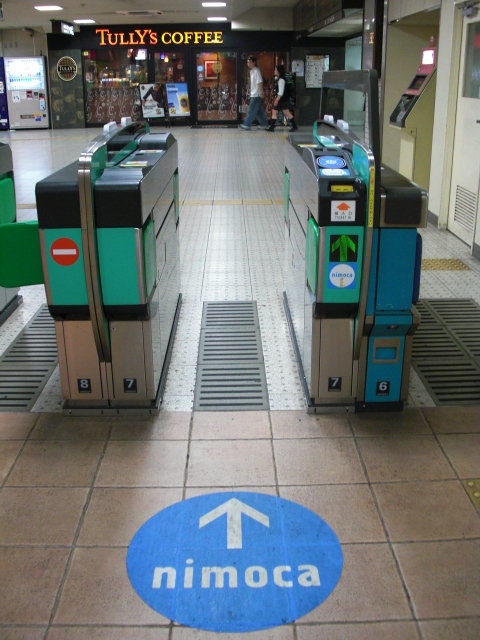
nimocaが使える自動改札機（西鉄久留米駅）

天神大牟田線・貝塚線の一部の駅（春日原駅・西鉄久留米駅・聖マリア病院前駅・大善寺駅・西鉄柳川駅・貝塚駅）ではnimoca利用者を対象とした駐車料金割引サービスが行われている。駅周辺の指定駐車場利用日に西鉄電車を利用した場合に適用対象となり、割引額はいずれの駅も200円となっている。

#### 熊本市電（2026年迄に廃止予定）
熊本市電全線で利用可能。2014年3月28日に「でんでんnimoca」の名称で導入している。同局では1998年より市営バス（2014年度限りで廃止）・熊本都市圏の民営バスと共通の磁気式プリペイドカード「TO熊カード」を導入していたが、これの代替としてICカードを導入するにあたり、カード事業者の公募を行ったが、応募したのは（株）ニモカ1社だけだったため再公募をおこなった。しかし、結局同社以外の応募はなく、nimocaが採用される事になった。交通系ICカード全国相互利用サービスにも対応する。
熊本市電は運賃が全線均一で整理券は発行しないが、nimocaを使用する場合は、入口のICカードリーダーにタッチして乗車し、降車時に運賃箱に設置されたICカードリーダーにて精算処理を行う。
TO熊カード同様、辛島町電停での20分以内のA・B系統相互乗り換え時には乗換券の発行を受けずにカードでの乗車・精算処理のみで運賃が通算される他、市電同士を60分以内に乗り継ぐ場合は大人20円の乗り継ぎ割引が受けられる。
2014年10月1日より定期券がでんでんnimocaに移行した。
熊本市電では熊本県内の私鉄・バス各社が導入している熊本地域振興ICカード（通称：くまモンのIC CARD）も利用可能である。熊本都市圏の民営バス各社は導入コストが抑えられる事や独自のポイントサービス付与が可能である事を理由として、市電と異なり県内限定の独自ICカードを導入した。その後、2015年8月7日に熊本市電（熊本nimocaエリア）でくまモンのIC CARDの片利用を開始し、2016年3月23日より交通系ICカード全国相互利用サービス対応カードのくまモンのIC CARDエリアでの片利用を開始してエリア限定相互利用の形となっている。
尚、熊本市交通局では、前述の「くまモンのIC CARD」への一本化を目指しており、2026年までに当カードは廃止予定。

#### 筑豊電気鉄道
筑豊電気鉄道全線・全駅で利用可能。2015年3月14日に導入した。熊本市電同様、乗車時および降車時に車内のICカードリーダーにタッチして精算する。
導入と同時に定期券もnimocaでの発行に変更されている他、以下の独自サービスを導入している。
- 筑豊中間駅・楠橋駅で30分以内に乗り換える場合、直通運賃で精算
- おとなり割引 - 隣の駅までの1駅間（黒崎駅前駅 - 熊西駅間および楠橋駅 - 木屋瀬駅間の2駅間を含む）を乗車した際の引き去り額は120円（従来の「おとなりきっぷ」の代替）
- ちくバス天神乗り継ぎポイント - 通谷駅・筑豊直方駅で大人通常運賃で福岡発着高速バスと乗り継ぐ場合にセンターポイント200ポイントを付与（従来の「ちくバス天神きっぷ」の代替）
- ちくバス乗り継ぎポイント - 西鉄一般路線バスと乗り継ぐ場合にセンターポイントを付与

#### 函館市電
函館市電全線・全駅で2017年（平成29年）3月25日に「ICAS nimoca」（イカすニモカ）の名称で導入。熊本市電・筑豊電鉄同様、乗車時および降車時に車内のICカードリーダーにタッチして精算する。
これは、函館バスとの共通利用を前提として函館市が実施したIC乗車券委託事業者を選定する公募型プロポーザルでニモカ、西鉄、西鉄エム・テック、西鉄情報サービスの4社による企業体が選定された事を受けて導入されるもので、2017年3月15日以降、函館市企業局交通部庁舎と函館バスの営業所や案内所、指定の取扱店などで発行される。また、無記名式カードの車内販売は、サービス開始当日からの対応となる。ネーミングは函館市電で導入されていた磁気式乗車カード「イカすカード」の名前を踏まえたもので、ICASは「Intelligent CArd System」の略とされている。
ICAS nimocaを含むすべてのnimocaでの利用時に、以下の乗継割引が行われる（nimoca以外の交通系ICカードでは十字街等での乗換を除き適用外）。
- 市電同士を同一停留場で60分以内に乗り継いだときに2乗車目の運賃が一律160円割引される。往復の利用でも対象で、回数制限はないが、nimoca以外では対象とはならない[23]。
  - 2系統と5系統の十字街での乗換や区間便乗車時の終点での乗換については乗継割引ではなく、1乗車目の乗車停留所から2乗車目の降車停留所までの通算運賃での計算となる。この乗換は現金や他の交通系ICカードでも対象[23]。
- 市電 - バス間（順番は問わない）を乗り継ぎ指定停留場（函館駅前・昭和橋・五稜郭公園前・深堀町・競馬場前・湯の川）で60分以内に乗り継いだときに、運賃から160円が割引（バス運賃が210円を下回る場合は当該運賃として50円を徴収し、残額が割引）される。こちらは深堀町と競馬場前での乗継をのぞき現金でも対象[23]。

なお、箱館ハイカラ號については、全国交通系ICカードのうちPiTaPaでの利用に対応しない他、乗り継ぎ割引が適用されない。
導入からおよそ1か月後の4月23日時点での発行枚数は、函館市交通部が1,934枚、函館バスが4,188枚で、その他の交通系ICカードを含めたカード利用率は函館市交通部が約10％、函館バスが約7％となっていたが、現在は後述するIC定期券の導入や各種施策によって利用率が増加傾向にある。

#### 松浦鉄道・長崎電気軌道
松浦鉄道全線・全駅で2020年3月1日に、長崎電気軌道全線・全駅で2020年3月22日に「nagasaki nimoca」（ナガサキ ニモカ）の愛称で導入。両社ではこれまで独自IC乗車カード「長崎スマートカード」を導入していたが、システム老朽化のため使用を終了することになり、後継のIC乗車カードとして導入するものである。両社とも熊本市電・筑豊電鉄・函館市電同様、乗車時および降車時に車内のICカードリーダーにタッチして精算する。

### バス

#### 西鉄バス
西日本鉄道ならびに分離子会社（西鉄バス参照）の全ての一般路線で使用可能で、高速バス（西鉄高速バス）は近距離路線（後述）のみ利用出来る。コミュニティバスは太宰府市のまほろば号、那珂川市のかわせみバス、春日市のやよい号、宗像市のふれあいバス、大野城市のまどか号、基山町のきやまコミュニティバスけやき台・高島線が対応している。
対応車両には順次、前面下部と乗り口横にそれを示すステッカーを貼付した。しかし全車対応が完了した現在では、前面のステッカーの新規貼付をせず、側面のステッカーも相互利用を告知するものに改めている。
定期券類のnimoca対応は、2009年3月16日の福岡地区を皮切りに始まり、11月9日に完了した。
バスカード・よかネットカードで導入されていた乗継割引制度は、nimocaにもそのまま引き継がれている。

#### 昭和自動車
昭和自動車（昭和バス）では一般路線（糸島市コミュニティバス、相知コミュニティバス、広滝スクールバス、乗合タクシー路線を除く）および高速バス「いと・しま号」「からつ号」「いまり号」で使用可能。福岡地区および高速バスでは2010年（平成22年）2月27日から西鉄グループ以外の交通事業者として初めて導入し、佐賀地区では2018年（平成30年）3月12日から導入している。
佐賀県内の唐津大手口バスセンター・唐津営業所・伊万里営業所では2017年9月4日より佐賀県オリジナルデザインの「tsu-tsu-nimoca」を発売していたが、在庫がなくなって以降、西鉄などと同一デザインのnimocaを発売している。
2018年8月21日より西鉄やJR九州バスなどで採用されている乗り継ぎ割引を導入した。nimocaを使い、同一停留所で昭和バス同士を90分以内に乗り継いだ場合は乗り継いだ後のバスの運賃が80円割引される。乗り継いだ後の運賃が180円未満であった場合は100円になる。糸島市内路線（200円均一）は対象外となる。 
昭和バスの定期券はnimocaに搭載出来ない。

#### 大分交通・大分バス・亀の井バス
大分市内及び別府市内を中心にバスを運行する上記3社では、（株）ニモカや大分の地場企業らと共同出資し、システムの管理運営を行う「大分ICカード開発株式会社」を設立。「めじろんnimoca」の名称で大分交通・大分バスでは2010年（平成22年）12月26日より、亀の井バスでは2011年（平成23年）3月20日よりそれぞれ導入した。3社の一般路線の他、大分交通の運行する空港連絡バス「エアライナー」「佐臼ライナー」でも利用可能（ノースライナー・湯布院高速リムジンバスでは利用不可）。
当初はクレジットカード機能付きのものを除き大分県の応援団"鳥"である「めじろん」を入れたオリジナルデザインのカードを発行していたが、在庫がなくなって以降、案内上では「めじろんnimoca」の呼称を残しながらも西鉄などと同一デザインのnimocaを発売している。
nimocaを使い、同一停留所で上記3社バス同士を60分以内に乗り継いだ場合は乗り継いだ後のバスの運賃が60円割引される。乗り継いだ後の運賃が160円未満であった場合は100円になる。

#### 日田バス
日田バスでは同社の運行する高速バス全路線と、日田市内循環バス「ひたはしり号」で利用可能。
2009年7月24日に福岡 - 日田線「ひた号」にnimocaを導入した。導入当初は日田発の朝の3便と福岡発の夕方～夜の3便が利用出来なかったが、2012年3月31日よりこれらの便でも利用が可能になったため、現在は全便で利用が可能となっている。
すでに西鉄バスにおいてnimocaが利用可能なエリアに乗り入れていた久留米 - 浮羽 - 日田 - 高塚間と朝倉街道 - 杷木 - 日田 - 高塚間の急行路線でも利用が開始されたが、2012年と2013年にこれらの急行バスが廃止された。

#### JR九州バス
JR九州バスの直方線・嬉野線で利用可能。
2013年（平成25年）4月1日に直方線および当時運行していた「駅バスふくま〜る」で導入された。2022年9月20日より嬉野線にも導入されている。JR九州バスの親会社である九州旅客鉄道では独自の交通系ICカード「SUGOCA」を導入している。相互利用によりSUGOCAでも利用可能であるが、SUGOCAのポイントサービスの対象とはならない。
nimocaを使い、同一停留所でJR九州バス同士を60分以内に乗り継いだ場合は乗り継いだ後のバスの運賃が80円割引される。乗り継いだ後の運賃が180円未満であった場合は100円になる。

#### 宮崎交通
宮崎交通では一般路線全線で利用可能である。
2015年（平成27年）11月14日に導入された。宮崎交通では2002年から独自のICカード「宮交バスカ」を導入していたが、交通系ICカードの全国相互利用を行うためにnimocaに切り替える事となった。定期券・悠々パス・宮崎市敬老バスカを含めて2015年度中にnimocaに移行した（2016年3月31日までは「nimoca」「宮交バスカ」の併用が可能であった）。
nimocaを使い、同一停留所で宮崎交通バス同士を90分以内に乗り継いだ場合は乗り継いだ後のバスの運賃が30円割引される（運賃100円の区間は除く）。
nimoca導入開始時にオリジナルデザインの「みやこうnimoca」を枚数限定で発売したが、それ以後は西鉄などと同一デザインのnimocaを発売している。

#### 佐賀市営バス
佐賀市営バスでは2017年（平成29年）2月16日より全線において導入された。2018年（平成30年）3月1日より定期券もnimocaでの発売となった。
2017年9月4日より佐賀県オリジナルデザインの「tsu-tsu-nimoca」を交通局局舎で発売している。かつては昭和バスおよび佐賀駅バスセンターでも発売していた。
nimocaを使い、同一停留所で佐賀市営バス同士を60分以内に乗り継いだ場合は乗り継いだ後のバスの運賃が50円割引される。

#### 函館バス
函館バスでは2017年（平成29年）3月25日に函館市電と同時に「ICAS nimoca」を導入した。市電との乗り継ぎ割引（前述）の他に函館バス同士の乗り継ぎ割引があり、nimocaを使用して同一停留所で60分以内に乗り継いだ場合、160円の割引（前後のバスのうち210円を下回る運賃の利用がある場合は、安い方の運賃から50円を引いた額を割引）が適用される。往復利用でも対象である。なお、現金利用の場合でも同等の乗継割引があるが、指定停留所での乗継のみかつ直通系統がない停留所間のみ（往復利用非対象）となっている。

#### 祐徳バス
祐徳バスでは2019年（平成31年）3月1日に全線において導入された。
nimocaを使い、同一停留所で祐徳バス同士を90分以内に乗り継いだ場合は乗り継いだ後のバスの運賃が80円割引される。

#### 九州急行バス・長崎県交通局・長崎県央バス・西肥自動車・させぼバス
長崎⇔福岡間の高速バスを運行している九州急行バスで2020年3月27日から、長崎県交通局・長崎県央バスの各社で2020年6月21日から、西肥自動車・させぼバスの各社で2020年6月28日から「nagasaki nimoca」を導入した。九州急行バスを除く4社では、nimocaを使い同一停留所で同一事業者同士のバスを30分以内に乗り継いだ場合は乗り継いだ後のバスの運賃が30円割引されるほか、nimoca定期券も発売する。
九州急行バスを除き「長崎スマートカード」の更新に伴うものであるが、同じく長崎スマートカードを導入していた長崎自動車・さいかい交通はTポイントカードにIC乗車カードの機能を同梱した独自規格の「エヌタスTカード」を導入し、規格が分かれることになった。なお、エヌタスTカードは交通系ICカード全国相互利用サービスに片利用で対応しており、nagasaki nimocaを含むnimocaでエヌタスTカードのエリアを利用できるが、エヌタスTカードでnimocaのエリアを利用することはできない。当初は島原鉄道もnagasaki nimocaを導入する予定であったが、導入表明後に長崎自動車の傘下に入ったため方針が撤回された。その結果長崎スマートカードの終了までに新カード導入の目処が立たなかったため、2020年7月1日から島鉄バス専用の紙式回数券を発売することで対応している。なお、同社は「エヌタスTカード」を「いずれ導入したい」としている。
西肥自動車・させぼバスでは、2020年9月末の長崎スマートカードの利用終了後も長崎スマートカードベースの佐世保市敬老パス並びに佐世保市福祉パス（以下、佐世保市敬老福祉パス）の対応のためカードリーダーはnimoca用と長崎スマートカード用の2種類が引き続き設置されていたが、2021年6月30日をもって長崎スマートカードベースの佐世保市敬老福祉パスの最終の使用期限を過ぎたことで長崎スマートカードの利用が終了となり、nimoca用のカードリーダーのみに集約されている。

#### サンデン交通
サンデン交通では2021年（令和3年）3月6日に全線において導入された。
nimocaを使い、同一停留所でサンデン交通バス同士を60分以内に乗り継いだ場合は乗り継いだ後のバスの運賃が20円割引される。

#### 北九州市営バス
北九州市営バスでは2021年（令和3年）10月30日に全線において導入された。

#### 堀川バス
堀川バスでは2023年（令和5年）3月25日に全線において導入された。

#### 高速バス・特急バス
nimoca導入事業者が運行する以下の近中距離高速バス・特急バス路線（予約が不要な路線）で利用可能。※印は西鉄グループ運行分のみnimocaに対応。
- 福岡県内路線
  - 福岡 - 北九州線（なかたに号、ひきの号、いとうづ号、ジ アウトレット 北九州発着）
  - 福岡 - 津田・苅田・行橋線
  - 福岡 - 直方線
  - 福岡 - 飯塚・後藤寺・伊田線
  - 福岡空港 - 久留米線
  - 北九州空港エアポートバス（小倉 - 北九州空港線、折尾・黒崎 - 北九州空港線）
  - 福北リムジンバス（福岡 - 北九州空港）
- 九州島内路線他
  - 福岡 - 佐賀線（わかくす号、福岡空港 - 佐賀線、福岡 - 佐賀空港線）
  - 福岡 - 鳥栖プレミアム・アウトレット線（臨時便）
  - 福岡 - 唐津線（からつ号）
  - 福岡 - 伊万里線（いまり号）
  - 福岡 - 熊本線（ひのくに号 *西鉄運行便のみ）[注 4] [16][51]
  - 福岡 - 日田線（ひた号）[38]
  - 福岡 - 大分・別府線（とよのくに号 *西鉄運行便のみ）[37]
  - 福岡 - 湯布院線（ゆふいん号）[37]
  - 福岡 - 黒川温泉線 *日田バス運行便のみ[注 4][16][51]
  - 福岡 - 長崎線（九州号）
  - 福岡 - 下関線
  - 下関 - 山口宇部空港線

### タクシー
西鉄タクシーグループ各社のうち、福岡西鉄タクシー、柳川西鉄タクシー、久留米西鉄タクシーがnimocaに対応している。いずれもnimocaでの料金支払いが可能である他、ポイントサービスがある。
久留米西鉄タクシーでは2009年5月18日より導入した。導入するのは久留米西鉄タクシーが保有する小型車両全172台（鳥栖営業所の16台は除く）となっている。
福岡西鉄タクシーは同じく福岡市内の東福岡西鉄タクシーとともに2012年7月1日に導入した。その後、東福岡西鉄タクシーは福岡西鉄タクシーに吸収合併された。
柳川西鉄タクシーは2015年12月21日に導入。
この他西鉄グループ以外で導入しているタクシー事業者がある。またSUGOCAとの相互利用として利用可能なタクシー事業者もある。

### 商業施設
商業施設については、西鉄電車各駅・西鉄天神高速バスターミナル・久留米バスセンターの売店や西鉄ストア・スピナ・スピナマートなど、西鉄グループの商業施設を中心に順次対象店舗を拡大している。また、西鉄グループ以外でも博多大丸（福岡天神店及び福岡空港店）、福岡三越、岩田屋本店、福岡パルコ（一部店舗）などの天神地区の商業施設や天神大牟田線沿線のフタタ・福岡 PayPayドーム（ポイント付与の対象外）などでの利用を拡大している。
コンビニエンスストアでは、福岡県・大分県内のローソンに導入している。
また、ショッピングサービスでもSUGOCA・はやかけん・Suicaなど「全国相互利用サービス」対応カード（PiTaPaを除く）との共同利用を行っており、各ICカードの利用可能な商業施設でも利用可能となっている。

### 電子決済
2014年7月22日からWii Uの支払い決済に、PiTaPaを除く他の全国相互利用サービス対応の交通系電子マネーと共に利用出来るようになった。このサービスは2022年1月18日9時をもって終了した。

## 種類
以下の種類がある。

### nimoca、スターnimoca
クレジットカード機能のないnimoca。西鉄電車・バスの定期券（エコルカード・ひるパス・ひるパスロング・グランドパス65・得パスを含む）を搭載する事ができ、券面に区間および期限が印字される。昭和バス・相互利用他社の定期券は搭載出来ない（ただし西鉄電車・地下鉄連絡定期券など一部を除く）。
小学生以下を対象とした小児用カードと、障がい者（身体障害者手帳・療育手帳・精神障害者保健福祉手帳所持者）を対象とした「障がい者用カード」の設定がある。定期券発売所などでのみ購入でき、所定の申込用紙に住所・氏名・電話番号・生年月日などを記入し、登録する事が必要。小児用カードはnimoca導入全事業者および相互利用対応の各事業者において小児運賃で運賃が引き去られる。障がい者用カードは鉄道・バス利用時に障害者手帳を提示しなくても自動的に割引運賃で運賃が引き去られるが、相互利用・片利用の他社では利用出来ない。
nimocaは記念カードを定期券や記名カードにする事が出来る。ただし、デザインnimocaとして発売されたカードを除く（後述）。
nimoca（めじろんnimoca、でんでんnimoca、ICAS nimoca、tsu-tsu-nimoca、nagasaki nimoca）
無記名式のカードで会員登録不要。電車やバスの利用でのみポイントが加算される。また、事後の会員登録（無料）によりスターnimocaへの変更も可能。販売価格は2,000円、そのうちデポジットが500円含まれており、残り1,500円分が使用可能である。デポジットの500円は解約時に返還される。
バス車内、駅券売機、電車（函館市電・熊本市電・筑豊電鉄・長崎電気軌道）車内および福岡県内のローソンでは（無記名式の）nimocaのみ発売する。
スターnimoca（スターめじろんnimoca、スターでんでんnimoca、スターICAS nimoca）
記名式のnimocaで、あらかじめ会員登録が必要となる代わりに紛失時の再発行も可能。nimoca加盟店における買い物でもポイントが加算される。販売価格などは通常のnimoca同様であるが、券面に氏名・性別と★マークが印字される。
西鉄グループの商業施設（にしてつストア・レガネット・スピナ・スピナマート）でも発売する。WEB登録は必要ない。
交通系ICカードで特定の店舗における買い物の際ポイントがたまるのは、Suicaの記名式であるMY SuicaでJREポイントが、名古屋鉄道の関連会社エムティーアイが発行する記名式manacaでμstarポイントが、それぞれたまるが、こちらは、WEB登録が必要である。また、記名式ではないがICOCAでも裏面の17個の数字を入力して自動券売機または、WEB登録すれば電子マネーポイントがたまる。記名式でクレジットカードを通じてチャージするSMART ICOCAは自動券売機または、WEB登録する必要はない。

### クレジットカード付きnimoca
クレジットカード機能のあるnimoca。各銀行のクレジット一体型キャッシュカードにnimoca機能を追加したカードを含む。西鉄電車・バスの定期券など、nimoca・スターnimocaと同様に定期券を搭載可能で、カード裏面に区間および期限が印字される。
クレジットの有効期限到来に伴う差替については、取扱窓口で新旧カード両方を提示し、旧カードから新カードにチャージ残高を含むデータの移行を行う事で、新カードのアクティベーションが行われる形となり、その時点で新カードが利用可能となる。
クレジットnimoca
クレジットカード機能付のnimoca。直接、クレジットカード会社へ申込が必要。紛失時の再発行も可能。クレジットでの利用分もポイントが加算（クレジット使用時は加盟店であっても、加盟店ポイントはつかない場合あり）される。カード内のストアードフェア額が設定した金額を下回ると自動的にクレジット決済でチャージされるオートチャージ機能がある。クレジットカードからのチャージ方法は自動改札機（入場時）およびバス車載機（降車時）によるオートチャージと、一部商業施設や駅に設置している新型ポイント交換機でのクイックチャージのみで、それ以外の機器や窓口、商業施設では不可。5社5ブランド（クレディセゾン（《セゾン》ブランド／VISA付帯）、三井住友カード（VISA付帯）、ジェーシービー、三菱UFJニコス（NICOSブランド／VISAまたはMasterCard付帯））、FFGカード（VISA付帯）のカードが用意されている。
2020年2月1日より、カードの機能が拡充され、京浜急行電鉄発行の「京急プレミアポイントクレジットカード」、名古屋鉄道の「名鉄ミューズカード」、京阪カードの「e-kenet VISAカード」及び当社の「クレジットnimoca」でのクレジットカード会員向け特典相互連携を開始した。
JMB nimoca
クレジットnimocaの機能に加えて、JALマイレージバンク及びJAL ICサービスの機能も有する。同カードのみ、JALのマイルとnimocaのポイント（センターポイントのみ）の相互交換に対応する。VISA付帯で、発行はFFGカード。
arecore nimoca
ふくおかフィナンシャルグループ傘下の福岡銀行・熊本銀行・十八親和銀行の3行共通のクレジット一体型キャッシュカードである「arecore カード」（アレコレカード）に、nimoca機能を追加したカード。福岡銀行は2010年12月20日、熊本銀行は2014年12月中旬、十八親和銀行は合併前の旧親和銀行で2020年2月25日より順次開始。各銀行（熊本銀行と十八親和銀行については、クレジットの発行会社はFFGカード）発行で、西鉄の窓口では発行を受け付けない。VISA付帯。クレジットnimocaと同等の機能に加え、3行共通のマイレージサービスである「mybank+（マイバンクプラス）」によりボーナスポイント（1年間のクレジット利用合計金額を基に「mybank+」のステージに応じて算出）が年に1度加算される。他のarecoreカード（2013年9月2日取り扱い開始の「arecore SUGOCA」を含む）との同時所持不可。
2012年8月6日には通常タイプのカード（クラシックカード）に加え、特典が付加されたゴールドカード（arecore nimoca GOLD）の設定が追加された（熊本銀行・十八親和銀行は発行開始と同時にゴールドカードも設定されている）。
クラシックカードは3行共通で水色デザインだが、十八親和銀行では専用カラーとして同行のコーポレートカラーであるピンク系のマゼンタデザインも設定される。
ALL IN ONE nimoca
西日本シティ銀行のクレジット一体型キャッシュカードである「ALL IN ONE カード」（オールインワンカード）に、nimoca機能を追加したカード（クレジットの発行会社は九州カード）。2013年9月2日取り扱い開始。九州カード発行で、西日本シティ銀行の窓口でのみ発行を受け付け、西鉄の窓口では発行を受け付けない。クレジットnimocaと同等の機能を備える。VISA付帯。「ベーシック（一般）カード」の他、発行当初より「ゴールドカード」「キャンパス（学生）カード」「家族カード」の設定がある。他のALL IN ONEカード（「ALL IN ONE JQ SUGOCA」「ながさきALL IN ONE JQ SUGOCA」を含む）との同時所持不可。
MUSBO nimoca
福岡中央銀行のクレジット一体型キャッシュカードである「MUSBOカード」（ムスボカード）に、nimoca機能を追加したカード。2014年12月15日取り扱い開始。同行とFFGカードの共同発行で、西鉄の窓口では発行を受け付けない。クレジットnimocaと同等の機能を備える。VISA付帯。「クラシック（一般）カード」の他、発行当初より「ゴールドカード」の設定がある。他のMUSBOカードとの同時所持不可。
moteca-de-nimoca
佐賀銀行のクレジット一体型キャッシュカードである「moteca」（モテカ）に、nimoca機能を追加したカード。JCBは2015年5月18日、VISAは2015年8月31日より取り扱いを開始した。西鉄の窓口では発行を受け付けない。クレジットnimocaと同等の機能を備える。JCBもしくはVISA付帯。「一般カード」の他、「ゴールドカード」の設定がある。他のmotecaとの同時所持不可。
taiyo patona nimoca
宮崎太陽銀行のクレジット一体型キャッシュカードである「taiyo patona」（タイヨウ パトナ）に、nimoca機能を追加したカード。2015年11月2日より取り扱いを開始した。西鉄の窓口では発行を受け付けない。クレジットnimocaと同等の機能を備える。VISA付帯。「クラシックカード」の他、「ゴールドカード」の設定がある。他のtaiyo patonaとの同時所持不可。
YM CARD nimoca
北九州銀行のクレジット一体型キャッシュカードである「YM CARD」（ワイエムカード）に、nimoca機能を追加したカード。2016年7月25日より取り扱いを開始する。西鉄の窓口では発行を受け付けない。クレジットnimocaと同等の機能を備える。JCB付帯。「一般カード」の他、「ゴールドカード」の設定がある。「YM CARD JCB」との同時所持不可。
ANA VISA nimoca
全日本空輸(ANA)との提携カードで、三井住友カード発行。2017年12月13日より取り扱い開始。クレジットnimocaの機能に加えて、SKIPサービスに対応。ANAのマイルとnimocaのポイントへの相互交換及び三井住友カードのワールドプレゼントポイントのANAマイル交換にも対応する。
nimoca MICARD
エムアイカードとの提携で、同社発行。2019年10月25日より取り扱い開始。クレジットnimocaの機能に加え、天神地区一部店舗（岩田屋三越・天神地下街・イムズ・ビックカメラ・ヴィオロ）でのカード利用時のポイント還元率が優遇（100円で1ポイント）されている。国際ブランドはVISA付帯。更にポイント還元率がアップし、空港のラウンジ利用及び一休.comのプラチナ会員アップグレード等が付いたゴールドカードの設定もある。

### デビットカード付きnimoca
デビットカード機能のあるnimoca。各銀行のデビットカードにnimoca機能を追加したカード。スターnimocaやクレジットnimocaと同様に定期券を搭載可能で、カード裏面に区間および期限が印字される。
Debit+ nimoca
福岡銀行のJCBデビットカードである「Debit+」（デビットプラス）に、nimoca機能を追加したカード。ゴールドカードの設定がある他、クレジットnimoca同様オートチャージ（選択制）及びクイックチャージの利用も可能。キャッシュカードの機能は持たない。

### デザインnimoca
表面に任意のデザインを施す事の出来るnimoca。企業・団体などが記念カードやイベント用カードとして制作する事を目的としており、法人からのみの受付で、500枚以上での申し込みが必要。チャージ額は申込者が任意に設定可能。デポジットはない。記名式カードにしたり、定期券を搭載したりする事は出来ない。

## nimoca付き学生証・会員証
Jリーグ・アビスパ福岡では、ファンクラブ「AVIGO!」の会員証の一部をnimoca付き会員証「AVISPA-nimocaカード」として発行していた。Jリーグ全試合対象観戦記録システム「ワンタッチパス」に対応している。「AVISPA-nimocaカード」の新規発行は、2016年シーズン限りで終了しているが、それ以前に「AVISPA-nimocaカード」を使用しているファンクラブ会員は継続使用出来る。
nimoca付き学生証は以下の各学校で導入している。
- 福岡女学院大学（大学院・短期大学部含む） - 2011年3月25日より学生証・IDカードの機能を付帯したnimocaを導入した[80]。
- 純真学園大学・純真短期大学 - 2012年9月20日より導入。
- 筑紫女学園中学校・高等学校 - 2015年春より身分証明書・校内システムIDカードの機能を付帯したnimocaを導入した[81]。
- 学校法人麻生塾 - 2017年春より麻生専門学校グループ12校に学生証・校内システムIDカードの機能を付帯したnimocaを導入した[82]。

## チャージ

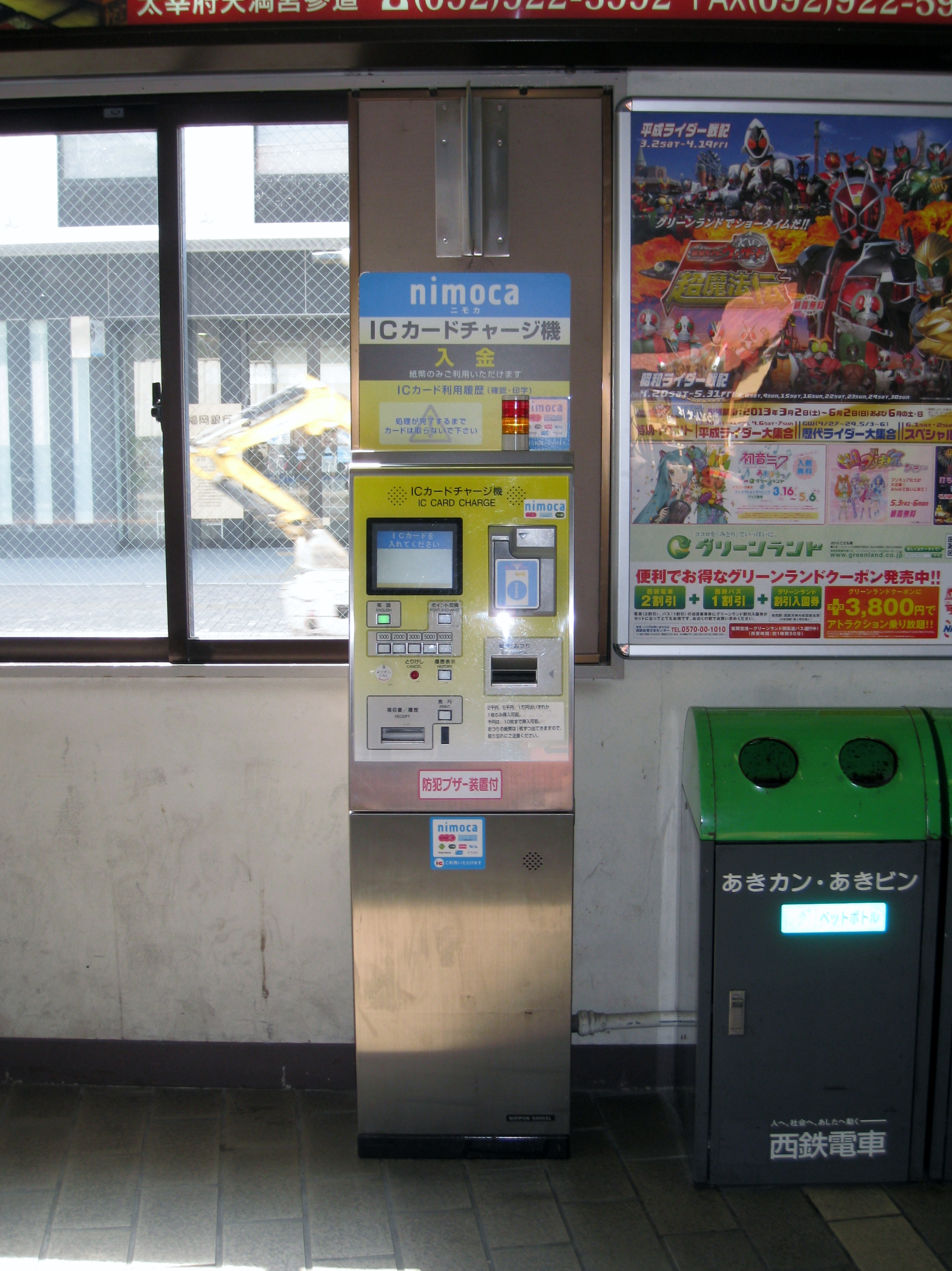
ICカードのチャージ機（太宰府駅）

nimocaのチャージはICカードチャージに対応した券売機や精算機、バスや電車の運賃箱、駅や商業施設等に設置されているチャージ機、交通系ICカードチャージに対応したレジのある商業施設やコンビニエンスストア等で行う事が出来る。チャージ可能な金額は1,000円以上20,000円まで（1,000円単位）。ただし、バス・電車内では残高が10,001円以上の時はチャージ不可となっている。なお、一部駅で運用している新型券売機及びチャージ機では10円単位でのチャージも可能。
クレジットカード機能搭載nimocaで使用出来る機能であるオートチャージについては、一日の限度額が10,000円、1か月50,000円までチャージが可能である。
2015年4月1日からはクレジットカード機能搭載nimocaに限り、新型ポイント交換機で素早くチャージ出来るクイックチャージサービスがスタートした。
2018年10月15日より、セブン-イレブンやイトーヨーカ堂などに設置のセブン銀行ATMにてnimocaを含めた交通系電子マネーのチャージも可能になった。
また、全国相互利用交通系ICカードの中で、クレジットカードからによるオートチャージとクイックチャージの両方に対応をしているのは、nimocaの他にPASMOだけである。

## ポイント
各nimocaにはポイント機能がついており、利用金額によってポイントがたまる。たまったポイントは、1ポイント1円換算でSF（ストアードフェア）として使う事が出来る。電車・バス・買い物（スターnimoca・クレジットカード機能搭載nimocaのみ）・クレジット利用（クレジットカード機能搭載nimocaのみ）でポイントがつく。買い物の場合は支払いがnimocaではなく現金やクレジットでもかまわない（一部店舗は電子マネー利用のみ）。電車・バス利用でついたポイントは「カードポイント」、買い物・クレジット利用でついたポイントは「センターポイント」とそれぞれポイントの種類が異なる。また、それぞれ加算率が異なる。
一部の地域によっては、身体障害者手帳や療育手帳で市に手続きすると、運賃を支払ったものは、翌日ポイントとして全額還元される。参考
また、身体障害者手帳など誕生日月の3ヶ月前に1年間更新しないと、例え残高あっても、支払うことできない。身体障害者手帳など還元されるポイントによって契約内容については、上限があり、内容は、異なる。
カードポイントは多機能券売機・バス車内等の各所で交換出来るが、センターポイントに関しては駅窓口・定期券発売所・バス営業所・ポイント交換機のみでの交換となる。また、バス車内でチャージした場合は、チャージした時点でカードポイント分を自動的に交換する機能を備えている。
各ポイントの有効期限は、付与日翌年の12月31日まで。

### カードポイント
- 西鉄電車 - 月の乗車回数によって付与率が異なる。20回までの分が運賃引落額の1%、21から40回までの分が2%、41回以上の分は3%。2021年3月末日をもってポイント付与を終了[83]。
- 西鉄電車以外の鉄軌道・バス - 付与率は西鉄バス[注 7]・まどか号・JR九州バス・大分バス・大分交通・亀の井バス・日田バス・熊本市電・筑豊電気鉄道[注 8]・佐賀市営バス・祐徳バス・長崎電気軌道・九州急行バス・西肥バス・させぼバス・松浦鉄道は運賃引落額の2%、函館市電・函館バスは運賃引落額の3%、昭和バスは運賃引落額の5%。これに加え、当月利用金額が2,000円毎にボーナスポイントがつく。ただし、対象金額は10,000円ごとにリセットされる。宮崎交通・長崎県営バス・長崎県央バスではカードポイントは付与されない。サンデン交通ではカードポイントは付与されずセンターポイントが付与される（下記参照）。
- タクシー - 久留米市内の西鉄タクシー（久留米西鉄タクシー）のみ。利用総額・回数などに関係なく100円ごとに3ポイントがつく。ボーナスポイントはない。

なお、ポイント付与の際1ポイント以下（小数点以下）の端数は切り捨てとなる。加算タイミングは即時。

### センターポイント
- 加盟店ポイント（スターnimoca・クレジットカード機能搭載nimocaのみ） -  対象外店舗を除き、基本的に税抜200円毎に1ポイント。ただし、西鉄グランドホテルとソラリア西鉄ホテル、フタタおよびベスト電器店舗では100円毎に、西鉄エム・テック博多北工場では300円毎に1ポイント。
- クレジットポイント（クレジットカード機能搭載nimocaのみ） -  クレジット利用1,000円毎に3ポイント。オートチャージ利用分も対象になる。
- 西鉄電車・西鉄バスなどで、乗り継ぎなどの特定の方法で利用した場合にもセンターポイントが付与される。
- サンデン交通ではバス利用ごとに運賃引落額の1%のセンターポイントが付与される（「ふくふく号」のサンデン交通便はさらに1%のセンターポイントが付与される）。
- ポイント移行 -  他社ポイント、JMB nimoca及びANA VISA nimocaでマイルから移行した場合もこのセンターポイントになる。

加算タイミングは翌日以降。

## nimoca導入による従来サービスの変化
「nimoca」導入に伴い、磁気式の定期券・回数券類の一部では発売が終了したり取扱縮小が進んでいる。
- 2008年9月30日限りで西鉄福岡（天神）駅 - 西鉄二日市駅間内の区間限定の回数券方式カード「パルカード40」を発売終了。
- よかネットカード・バスカードは、2009年9月30日限りで定期券発売所・バス関係の窓口で発売を終了、2010年3月31日限りで西鉄バスでの取り扱いを終了し、西鉄電車・福岡市地下鉄の各駅での発売を終了して発売を完全に終了した[84]。
- 西鉄電車の通勤・通学定期券はnimoca非搭載の磁気定期券でも発券可能。貝塚線を除き、nimocaサービス開始と同時にIC定期に対応した。
- 福岡地区バス定期券と電車・バス乗り継ぎ定期券、福岡都心フリー定期券、福岡都心100 円エリアフリー定期券並びに福岡都市圏エコルカードは、福岡地区導入完了の翌日となる2009年3月16日からnimocaに対応。
- 筑後地区のバス単独定期券と電車・バス乗継定期券は、導入が完了した事業拠点から順次nimocaに対応。
- 筑豊地区のバス定期券は、筑豊地区へのnimoca一斉導入翌日となる2009年6月から順次nimocaに対応。
- 北九州地区のバス定期券、得パスは、2009年9月後半以降にnimoca対応[85]。
- 筑豊エコルカード、グランドパス65並びにひるパスは、全車両導入が完了してからの2009年11月9日にnimoca対応[86]。
- 函館市企業局交通部と函館バスについては、ICAS nimocaの導入に伴って以下の対応が取られている。
  - 函館市企業局交通部
    - 「イカすカード」・「回数券」は2018年（平成30年）3月31日をもって販売を終了した[87][88]。なお、すでに手に入れている分については2020年3月31日まで使用出来る。
    - 2018年（平成30年）4月1日より、これまでの紙製各種定期券から、更新時より順次ICAS  nimocaを利用した各種IC定期券に切り替わっている[89]

  - 函館バス
    - 2018年（平成30年）4月1日からは、これまでの紙製各種定期券に代えてICAS nimocaを使用した各種IC定期券が更新時より順次導入され[90][91]、それに伴って乗車範囲が従来の函館市内の限定路線から変更、および函館市・北斗市・七飯町の一部区間を乗車可能範囲とした各種フリーエリア乗車定期券が販売されている。なお、定期券のうち「暦日定期券」について、2018年3月31日まで券面の区間に関係なく土曜・日曜・祝日に渡島・檜山管内の函館バス営業全線を、使用者本人は無料、同区間利用同伴者1名について半額（端数切り上げ）で利用出来るキャンペーンを行っていたが、IC定期券導入に伴ってこのキャンペーンは終了した。
    - 「バスカード」・「バス・市電共通乗車カード」・「回数券」は2018年3月31日をもって販売を終了した。なお、すでに手に入れている分については2020年3月31日まで使用出来る。

  - 函館市電・函館バス共通
    - 函館市在住者における「高齢者交通料金助成事業」と「函館市障害者等外出支援事業」のこれまでの磁気カードや紙製利用証に代えて、登録手続きを行ったスターICAS nimocaまたは障がい者用ICAS nimocaを利用した、利用実績を基にポイント返還の形で助成する方式に変更される事が告知され、2018年（平成30年）4月1日から導入されている[92][93]。ただし、箱館ハイカラ号の利用については助成対象外となっている[94][95][96][97][98]。

## 相互利用

相互利用関係（クリックで拡大）

2024年11月16日現在、以下のICカードとの相互利用・片利用を実施している。
相互利用
交通系ICカード全国相互利用サービス（2013年3月23日より）に参加している以下のカードとの相互利用を実施している（当該カードのエリアでnimocaを利用でき、nimocaのエリアで当該カードを利用出来る）。
- Kitaca - JR北海道
- Suica - JR東日本・伊豆急行・東京モノレールほか
- PASMO - 首都圏の私鉄・バス事業者
- TOICA - JR東海・愛知環状鉄道
- manaca - 名古屋市交通局・名古屋鉄道ほか
- ICOCA - JR西日本・JR四国ほか
- PiTaPa - 主に近畿圏の私鉄・バス事業者：電子マネーは対象外
- SUGOCA - JR九州・北九州モノレール
- はやかけん - 福岡市交通局

エリア限定相互利用
以下はエリア限定相互利用（当該カードのエリアでnimocaを利用でき、nimocaの一部のエリアでのみ当該カードを利用出来る）となるカードである。
- 熊本地域振興ICカード - 熊本県内の私鉄・バス（電子マネーは対象外）※2024年11月16日に片利用廃止

片利用
以下は片利用（当該カードのエリアでnimocaを利用出来るが、nimocaのエリアで当該カードを利用出来ない）となるカードである。
- SAPICA - 札幌市交通局ほか（電子マネーは対象外）
- icsca - 仙台市交通局ほか（電子マネーは対象外）
- りゅーと - 新潟交通
- PASPY - 広島県内私鉄・バス事業者
- IruCa - 高松琴平電気鉄道・ことでんバス
- エヌタスTカード - 長崎自動車・さいかい交通

上記の相互利用の各カードを導入していても、PASMOエリアの関東鉄道（鉄道のみ）・千葉都市モノレールは全国相互利用サービスに非対応のため、nimocaが使用できない。またグリーン車Suicaシステムなどのようにnimocaで利用不可能なサービスもある。
相互利用の対象は、ストアードフェア機能と電子マネー機能に限られ、ポイントシステムは各社局とも対象に含まれていない。なお、相互利用のテストを兼ね、ベスト電器福岡本店では2009年3月からnimocaに加えSUGOCAにも本対応している。
全国相互利用サービスに参加している各カードとも、nimocaエリア内のすべての事業者・路線で使用可能である。ただし上記のようにポイントシステムは相互利用の対象外である他、西鉄・大分バス・大分交通・亀の井バス・熊本市電が実施しているnimocaでの乗り継ぎ割引は相互利用のカードでは利用出来ない。
nimoca・はやかけん・manacaに設定されている特割用（障害者割引用）ICカードは相互利用の対象外となっており、各カードのエリア外では利用出来ない。

## nimocaを利用しての新幹線IC乗継サービス
東海道・山陽新幹線のエクスプレス予約による、新幹線―JR在来線の直接乗換口での「IC乗継サービス」は、SUGOCAエリアの小倉〜熊本間と川内〜鹿児島中央、およびSuicaエリアの首都圏（東京～熱海間）、TOICAエリアの東海地区（熱海～米原間）、ICOCAエリアの関西・山陽地区（米原～新下関間）と東北・上越・北陸・北海道・山形・秋田新幹線の内、Suica首都圏エリアの東京～那須塩原・高崎・長野間、同仙台エリアの郡山～一ノ関・山形間、同新潟エリアの長岡～新潟間、同盛岡エリアの北上〜盛岡間、同秋田エリアの秋田駅、同青森エリアの新青森駅、函館Kitacaエリアの新函館北斗駅、ICOCA北陸エリアの富山～敦賀の各在来線連絡駅で利用可能である。ただし各種IC乗車カードは、いずれも原則として会社間、および同一カードの個別のエリア間を跨ぐ利用は出来ないため、状況によっては、利用出来ない事もあるため、事前に確認する必要あり。

## 沿革
- 2007年（平成19年）
  - 5月30日 - カード発行会社西鉄カード株式会社を西日本鉄道の100%子会社として設立。
  - 7月23日 - カード名称「nimoca」とカードデザイン・イメージキャラクターを発表。同日に西鉄カード株式会社を株式会社ニモカに社名変更。
- 2008年（平成20年）
  - 3月20日 - 『nimoca』ラッピング電車を運行開始。
  - 4月18日 - 2010年春から、JR九州SUGOCA（スゴカ）、福岡市交通局はやかけん、JR東日本Suica（スイカ）と相互利用を始めると発表。
  - 5月18日 - 供用開始。（最初の導入箇所は貝塚線を除く西鉄電車全線と那珂川自動車営業所）
  - 8月11日 - 累計発行枚数10万枚突破。
  - 8月12日 - ベスト電器の14店舗で導入。
  - 10月10日 - 西鉄福岡（天神）駅ビル内のタワーレコードで導入。
  - 10月23日 - 九州電力のグループ会社であるキューデンインフォコムが運営する「hearcon」からのポイント移行に対応。他事業とのポイント連携はこれが初[100]。
  - 10月24日 - 2009年春よりJALマイレージバンクとクレジットnimocaが一体になった「JMB nimocaカード」を発行すると発表。
  - 12月1日 - 新出光グループで導入。新たにガソリンスタンド・レンタカーでnimocaが利用出来るようになる。
- 2009年（平成21年）
  - 1月20日 - ライトオン西鉄福岡駅ビル店で導入。
  - 3月16日 - 電車バス連絡定期券・バス定期券・エコルカードの搭載開始。障がい者用nimocaの発売開始。
  - 3月31日 - 春日原駅近隣の駐車場でnimocaを用いたパーク＆ライド割引が開始。ICカードを用いた電車乗車履歴連動型割引は九州初。
  - 4月1日 - 太宰府市のコミュニティバス「まほろば号」で普通運賃での利用時に限り対応。
  - 4月26日 - 久留米地区の西鉄バスで導入開始。
  - 5月13日 - nimoca対応のコインロッカー設置開始。
  - 5月18日 - 久留米西鉄タクシーの久留米営業所の車両に限り導入開始。
  - 5月31日 - 筑豊地区の西鉄バスで導入完了。久留米西鉄タクシーの久留米営業所の全車両に導入完了。
  - 7月16日 - マクドナルドnimocaキャンペーンを実施（9月30日まで。西鉄高宮駅、大橋駅構内店舗）。
  - 8月21日 - とうじ福岡ビル店で導入。
  - 8月30日 - 久留米地区・大牟田地区の西鉄バスでともに導入完了。これで長距離高速路線以外のすべての西鉄バスで対応した事になる。
  - 9月1日 - 福岡空港内の飲食店で新たに2店舗導入。
  - 10月29日 - 発行枚数が50万枚突破
  - 11月9日 - バス定期券類のnimoca化完了。
- 2010年（平成22年）
  - 2月27日 - 昭和バスの一部路線で導入。
  - 3月6日 - 福岡シティループバス「ぐりーん」で導入。
  - 3月13日 - SUGOCA、はやかけん、Suicaとの相互利用を開始。
  - 3月19日 - 久留米西鉄タクシーのnimoca端末設置車両に限りポイントの付与サービスを開始[101]。
  - 5月7日 - 発行枚数が100万枚突破
  - 12月18日 - 大分バス・大分交通のバスセンター・営業所並びにめじろんnimoca総合カウンターでめじろんnimocaの販売を開始。
  - 12月26日 - 大分バス・大分交通の一部路線で導入。同時に左記2社のバス車内でもめじろんnimocaの販売を開始。
- 2011年（平成23年）
  - 3月20日 - 大分バス・大分交通の全路線（一部を除く）と亀の井バスで導入。
  - 3月25日 - ジー・プランが運営する「Gポイント」、大賀薬局の「Bibicaポイント」及び同社が加盟するグリーンスタンプの「J-Point」からのポイント交換に対応[102][103]。
  - 10月15日 - 発行枚数が150万枚突破
- 2013年（平成25年）
  - 4月1日
    - JR九州バス・大野城市コミュニティバス「まどか号」で導入。
    - フタバ図書の「Forecaポイント」からのポイント交換に対応。（片方向のみ）[104]

  - 7月16日 - 発行枚数が200万枚突破
  - 8月26日 - 春日市コミュニティバス「やよい」で導入。
- 2014年（平成26年）
  - 3月28日 - 熊本市交通局（熊本市電）に導入するとともに熊本市電版券面の「でんでんnimoca」を発売開始。当初は辛島町電停での乗り継ぎには未対応（乗換券による対応）、2015年3月26日より対応[105]）。
  - 4月 - 小郡市コミュニティバス「七夕ふれあい号」で導入。
  - 7月22日 - Wii Uの支払い決済に、他の交通系電子マネーと共に導入開始[60]。
  - 10月1日 - ふくふく天神号（西鉄便のみ）[106]
- 2015年（平成27年）
  - 3月14日 - 筑豊電気鉄道に導入[107]。
  - 11月14日 - 宮崎交通に導入。
- 2016年（平成28年）10月18日 - 発行枚数が300万枚突破[7]。
- 2017年（平成29年）
  - 2月16日 - 佐賀市交通局に導入[108]。
  - 3月25日 - 函館市企業局交通部（函館市電）および函館バスに「ICAS nimoca」として導入[注 1]。
  - 4月1日 - 精神障害者保健福祉手帳所持者への障がい者用nimocaの発売を開始[注 6]。
  - 9月3日 - 佐賀県が佐賀オリジナルのnimoca「tsu-tsu-nimoca」の販売を開始。
- 2018年（平成30年）3月12日 - 昭和バスの全路線（コミュニティバス、乗合タクシー等を除く）で導入。
- 2019年（平成31年）3月1日 - 祐徳バスに導入。
- 2020年（令和2年）
  - 3月1日 - 松浦鉄道に「nagasaki nimoca」として導入[109]。
  - 3月22日 - 長崎電気軌道に「nagasaki nimoca」として導入[110]。
  - 3月27日 - 九州急行バスに「nagasaki nimoca」として導入[47]。
  - 6月21日 - 長崎県営バス・長崎県央バスに「nagasaki nimoca」として導入[111]。
  - 6月28日 - 西肥バス・させぼバスに「nagasaki nimoca」として導入[112]。
- 2021年（令和3年）
  - 3月6日 - サンデン交通に導入。
  - 3月31日 - 西鉄電車及び筑豊電気鉄道、西鉄グループが運行する路線バス全線と高速バスにおいて、乗車ポイント付与サービスを終了[83]。
  - 10月30日 - 北九州市営バスで導入[113][49]。
- 2024年（令和6年）
  - 5月28日 - 熊本市が同市交通局（熊本市電）のnimocaからの離脱方針を明らかにした[1]。2026年までに利用廃止予定。

自動車営業所の導入歴
表記は「支社名・営業所名」とする（例：「北九州・門司」であれば、西鉄バス北九州の門司営業所の事）。また、「本体」はその営業所が西日本鉄道の直営営業所である事を指す。
- 2008年（平成20年）
  - 5月18日 - 本体・那珂川
  - 7月13日 - 本体・雑餉隈
  - 8月3日 - 二日市・月の浦本社、同・原支社及び同・甘木支社
  - 8月31日 - 本体・桧原及び同・柏原
  - 9月21日 - 本体・博多、同・千代、同・吉塚、同・愛宕浜及び同・百道浜
  - 10月19日 - 北九州・本社小倉及び同・八幡
  - 11月9日 - 本体・片江
  - 12月14日 - 本体・壱岐、同・金武、同・早良及び同・脇山

- 2009年（平成21年）
  - 1月18日 - 本体・新宮、同・香椎浜及び宗像の全事業所
  - 2月22日 - 北九州・門司、同・蜷田及び同・戸畑
  - 3月8日 - 本体・土井及び筑豊・篠栗支社
  - 3月15日 - 本体・宇美、同営業所桜ヶ丘車庫及び二日市・宇美支社【福岡地区導入完了】
  - 4月26日 - 久留米・本社、同・吉井、同・八女、同・筑後及び佐賀・本社
  - 5月31日 - 筑豊・篠栗以外の全本支社（一斉導入）【筑豊地区導入完了】
  - 6月23日 - 北九州・恒見、同・弥生が丘、同・香月及び同・行橋
  - 7月13日 - 北九州・浅野及び同・中谷【北九州地区導入完了】
  - 7月27日 - 日田バス（ひた号、急行久留米線、急行朝倉街道線）
  - 8月30日 - 大牟田、久留米・大川及び佐賀・鳥栖【全路線バスへの導入完了】

西鉄ストア・スピナ・スピナマートの導入歴
無印は西鉄ストア、★はスピナ、☆はスピナマート。
- 2008年（平成20年）
  - 5月18日 - 薬院店、高宮店、大橋店、朝倉街道店、太宰府店、久留米タミー店、レガネット天神店、レガネット東那珂店
  - 10月19日 - 砂津店

- 2009年（平成21年）
  - 7月2日 - レガネット千早店
  - 7月9日 - 筥松店
  - 7月16日 - 竹下店
  - 7月23日 - 宇美店
  - 7月30日 - 的場店
  - 9月3日 - レガネット城西店
  - 9月10日 - 別府店
  - 9月17日 - 七隈店
  - 9月25日 - 飯倉店
  - 10月2日 - 姪浜店
  - 10月8日 - 有田店
  - 10月16日 - 四箇田店

- 2010年（平成22年）
  - 2月3日 - ★戸畑店、☆中井店、☆大手町店
  - 2月10日 - 到津店、☆高見店、☆鞘ヶ谷店
  - 6月2日 - 小郡店、宮の陣店、花畑店
  - 6月9日 - 周船寺店、前原店
  - 6月16日 - 津屋崎店、東郷店